# نصلي الفقار
نصلي الفقار (الاسم العلمي:†Xyrospondylus) هو جنس منقرض من الزواحف يتبع فصيلة إدافوصوريات من أصنوفة البليكوصوريات الحقيقية. النوع النمطي هو نصلي الفقار الإكوردي وتمت تسميته في عام 1982.